# 林長壽 (企業家)
林長壽（1896年12月12日—1955年10月20日）出生於日治時期台北縣三角湧出張所的柑園石頭溪庄，是金敏煤礦的創辦人，後來再創業開設金敏治窯所，轉型成中國砂輪企業股份有限公司的前身，是台灣研磨技術最重要的先驅企業家，亦擔任過台北縣鶯歌鎮第一屆鎮民代表會主席。

## 生平
他的家庭背景與今板橋區林本源家族自有淵源，因此自小生活條件相對優渥，中學畢業後家族遂安排他負笈日本山口縣高等商業學校就學，1923年回台之後進入臺灣總督府交通局鐵道部工作，三年後離開鐵道部開始在今瑞芳區的金瓜石礦山株式會社，承攬採金工程業務，因此對於礦坑開採事務熟稔。
1934年與胞兄林丕顯合夥經營，成立金敏煤礦股份有限公司（礦業字第二三二號，臺濟採字第二二八四號。），1938年金敏煤礦開採煤礦，1941年跨足製陶產業成立金敏窯業所，一開始生產民生用的磚頭和瓦片，但是這種產品幾乎沒有門檻，員工熟悉完整燒製流程之後，便離職自行創業燒製磚瓦，因此1953年嘗試以「瓷質燒結法」，生產研磨用的砂輪及磨石，1954年林長壽和許自然合作生產砂輪，經協議後成立「金敏窯業廠金剛砂輪部」，是當時台灣第一家砂輪工廠，這就是現今中國砂輪公司的前身。
林長壽也參與地方政治事務，1934年台灣日治時期擔任鶯歌庄協議會員，「地方制度改正」後的第二屆的庄協議會議員，1946年成為台灣光復之後鶯歌鎮第1屆鶯歌鎮民代表會主席。
1955年10月20日林長壽因病去世，享年60歲，其事業由女婿白永傳負起經營大任，中國砂輪成為上市公司及台灣積體電路公司的技術協力廠商。

## 紀念建築
- 新北市立圖書館鶯歌分館，前身為中國砂輪及白永傳捐贈的林長壽紀念圖書館[9][10]。